# Червен бряг (железопътна гара)
Железопътна гара Червен бряг е железопътна гара, обслужваща град Червен бряг. През гарата преминават жп линиите София – Варна и Червен бряг – Златна Панега (само за товарни превози).

## История
На 1 септември 1899 г. спира първият влак на гара Червен бряг. Парният локомотив, теглил първия влак е поставен за спомен край гарата.